# Высокополье (Липецкая область)
Высокополье — село в Усманском районе Липецкой области России. Входит в состав Дмитриевского сельсовета.

## География
Село находится в юго-восточной части Липецкой области, в лесостепной зоне, в пределах Окско-Донской равнины, на берегах реки Телелюй, вблизи места впадения в неё реки Мещерки, на расстоянии примерно 27 километров (по прямой) к северо-востоку от города Усмань, административного центра района. Абсолютная высота — 145 метров над уровнем моря.
Климат
Климат умеренно континентальный с тёплым летом и умеренно холодной зимой. Максимальное количество атмосферных осадков выпадает в период с мая по октябрь. Средняя температура самого холодного месяца (января) составляет −9°С, самого тёплого (июля) — 20°С.
Часовой пояс
Село Высокополье, как и вся Липецкая область, находится в часовой зоне МСК (московское время). Смещение применяемого времени относительно UTC составляет +3:00.

## Население
| 2010 | 2011 |
| ---- | ---- |
| 104  | →104 |

Гендерный состав
По данным Всероссийской переписи населения 2010 года в гендерной структуре населения мужчины составляли 40,4 %, женщины — соответственно 59,6 %.
Национальный состав
Согласно результатам переписи 2002 года, в национальной структуре населения русские составляли 99 % из 108 чел.

## Улицы
Уличная сеть села состоит из трёх улиц.